# Alessia Gazzola
Alessia Gazzola (Messina, 9 de abril de 1982) é uma escritora italiana conhecida principalmente por romances com a personagem Alice Allevi. A série, um best-seller em seu país, foi traduzida para Alemanha, França, Espanha, Turquia, Polônia, Sérvia e Japão e adaptada para a televisão pela RAI. O gênero literário mais representativo da obra de Alessia Gazzola é o chamado chick lit, hibridizado (na série protagonizada por Alice Allevi) com os elementos do policial e do thriller.

## Biografia
Depois de se formar no ensino médio, ela decidiu cultivar sua paixão por escrever apenas como um hobby e seguir outro tipo de carreira. Formada em Medicina pela Universidade de Messina, especializou-se em medicina legal em 2011. Trabalhou como legista até 2017, quando saiu para se dedicar integralmente à escrita.
Ela mora em Verona com o marido. O casal tem duas filhas: Eloisa nascida em 2013 e Bianca em 2015.
Em 2019 o oitavo livro da série com Alice Allevi (Il ladro gentiluomo) ganhou o Prêmio Bancarella.

## Obras

### Série da Alice Allevi
- L'allieva (2011)
- Un segreto non è per sempre (2012)
- Sindrome da cuore in sospeso (2012)
- Un regalo inatteso (2013) (ebook)
- Le ossa della principessa (2014)
- Una lunga estate crudele (2015)
- Un po' di follia in primavera (2016)
- Arabesque (2017)
- Il ladro gentiluomo (2018)
- La ragazza del collegio (2021)

### Série da Costanza Macallè
- Questione di Costanza (2019)
- Costanza e buoni propositi (2020)
- La costanza è un'eccezione (2022)

### Outros livros
- Sbocciano i fiori del male conto em: Nessuna più: quaranta autori contro il femminicidio (2013)
- Non è la fine del mondo (2016)
- Lena e la tempesta (2019)
- My sweet quarantine conto em Andrà tutto bene. Gli scrittori al tempo della quarantena (2020)
- Un tè a Chaverton House (2021) em Portugal: Os Dons de Angelica (Porto Editora, 2022)
- A Verona con Romeo e Giulietta (2023)